# 西田尚美
西田尚美（日语：／ Nishida Naomi，1970年2月16日—），日本女演員，出生於廣島縣福山市，曾隸屬於鈍牛俱樂部事務所。

## 生平
1971年出生于日本广岛县福山市，毕业于文化服装学院。后在杂志上拍摄写真走红。曾经出演过《半泽直树》、《白夜行》、《向阳处的她》、《白色巨塔》、《坡道上的家》、《魔女的条件》、《凪的新生活》等多部电视剧。

## 家庭
2005年7月4日宣布结婚，丈夫是鞋设计师，2008年4月6日诞下一女。